# Красавица и Чудовище (фильм, 1946)
«Красавица и Чудовище» (фр. La belle et la bête) — французский фильм по одноимённой сказке, снятый в 1946 году знаменитым писателем Жаном Кокто. Сразу три роли в фильме исполнил его спутник жизни — Жан Маре. Музыку написал Жорж Орик.

## Сюжет
Состоятельный купец-судовладелец, живущий с сыном Людовиком и тремя дочерьми — Аделаидой, Фелисией и Белль (Жозетт Дэй) потерял все корабли с товарами и стал банкротом. Друг Людовика Авенан (Жан Маре) влюблён в Белль, просит её руки, но ему отвечают отказом, аргументируя тем, что она должна следить за своим отцом, сёстрами и братом Людовиком (Мишель Оклер), который наделал долгов. Приходит известие, что вернулся с товарами один из кораблей купца. Но когда тот вошёл в порт, всё уже было разобрано кредиторами. Когда отец отправлялся к кораблю, сёстры попросили отца привезти им дорогие подарки, и только Белль попросила розу. Купцу пришлось одному возвращаться домой ночью через лес. Там он заблудился и попал в волшебный замок, где кто-то наливал ему вино, зажигал свечи. Утром он проснулся, вышел в сад, чтобы идти домой, и увидел прекрасную розу, которую сорвал для Белль. Как только он это сделал, появилось Чудовище. Жить купцу, по словам чудища, осталось несколько минут, если одна из дочерей не решится заменить отца и пойти на смерть. Когда Белль приходит в замок, она видит, что Чудовище не так жестоко, как казалось, и является воплощением добра и великодушия.
Белль возвращается домой в роскошном наряде, а сёстры из-за зависти уговаривают Авенана и Людовика ограбить Чудовище. Авенан, выполняя эту затею, платит за неё своей жизнью, а Чудовище своим обликом, потому что влюблённый взгляд Белль, прибежавшей к нему, превращает его в прекрасного Принца.

## В ролях
- Жан Маре — Авенан, Чудовище, Принц
- Жозетт Дэй (фр.) — Белль
- Мила Парель — Фелиция
- Нана Жермон — Аделаида
- Мишель Оклер — Людовик
- Рауль Марко — торговец
- Марсель Андре — отец Белль

## Работа над фильмом

Маска Чудовища сделана таким образом, чтобы актёр мог передавать свои чувства мимикой и выражением глаз.

Режиссёр стремился придать кинематографическим образам сходство с гравюрами Доре, со свойственной им сложной динамикой резко противопоставленных света и тени. Кокто долго раздумывал над обликом чудовища. Он хотел дать ему голову оленя (в память о древнем божестве Кернунне), пока Жан Маре не смог убедить его, что такая маска совершенно не подходит для лютого и яростного зверя.
Замысловатые костюмы для фильма были сшиты парижским модным домом «Пакен» (фр. La maison Paquin). В качестве мужского костюмера над фильмом работал молодой Пьер Карден. В своей автобиографии актёр вспоминает, что на гримирование одного только лица уходило ежедневно по три часа; от ношения маски у него развилась экзема. Из-за накладных зубов он питался одной кашей. Во время работы над фильмом Кокто и сам был госпитализирован с серьёзным аллергическим заболеванием.
Премьера фильма состоялась в сентябре 1946 года на Каннском кинофестивале. В том же году лента была удостоена престижной премии Луи Деллюка. Кинокритики обратили внимание на отход Кокто от литературного первоисточника в сторону всегда занимавших его тем зазеркалья и однополой любви. Когда Чудовище превращается в подобие жениха, уже отвергнутого героиней, она едва может скрыть своё разочарование. На эти упрёки режиссёр возражал:
Я взялся за этот сюжет, поскольку он был созвучен моей собственной мифологии. Но самое забавное заключается в том, что все предметы и действия, приписываемые мне, содержатся в тексте мадам Лепренс де Бомон, написанном в Англии, где истории чудовищ, прячущихся в фамильных замках, бесчисленны. Впрочем, меня прельщало и толкало к ирреальному реализму именно то правдивое, что было в тексте.

## Значение
С точки зрения визуального стиля «Красавица и чудовище» считается одним из наиболее отточенных образцов кинематографа середины XX века. Авторская рукопись сценария была продана (в 2005 г.) парижским отделением аукционного дома «Сотбис» за € 120 000.
В 2011 г. отреставрированная версия ленты была выпущена на DVD компанией Criterion как «непреходящий идеал кинематографического чуда». Роджер Эберт отозвался о фильме Кокто как об одном из самых волшебных произведений киноискусства: «ожившая фантазия с хитроумными ракурсами и поразительными эффектами, где Чудовище одиноко, как человек, и не понято, как зверь».
Другие критики имеют мнение, что блестящая поверхность у Кокто напрочь подавляет содержание: фильм слишком «переполнен барочными интерьерами, изящными нарядами и затейливыми драгоценностями: даже слёзы здесь застывают алмазами».

## Адаптации

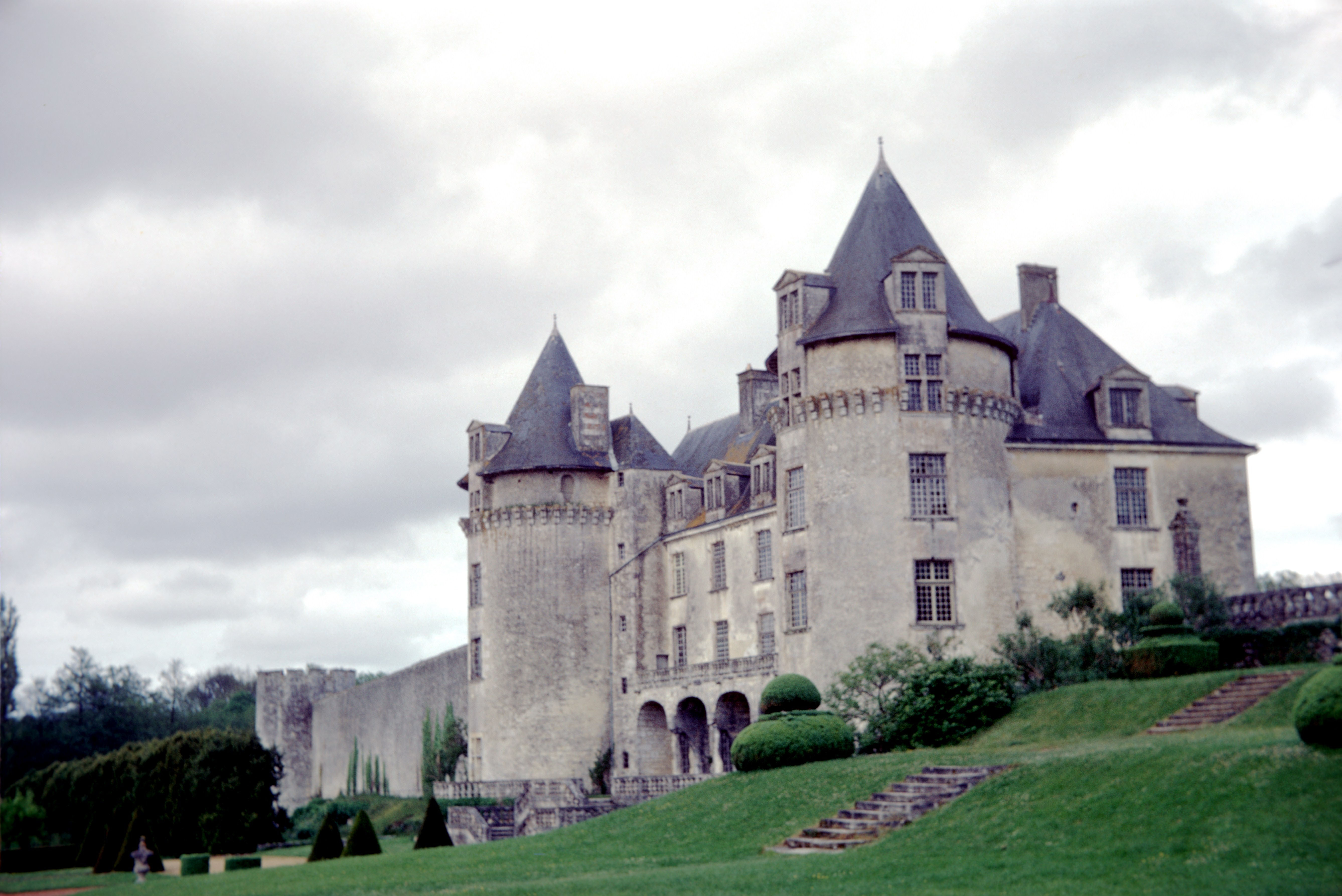
Замок Ла Рош-Курбон, где проходили съёмки фильма

В 1995 году композитор Филип Гласс создал одноимённую оперу, полностью синхронизировав её со сценами из фильма Кокто. Предполагалось, что музыканты и певцы будут представлять оперу на сцене, тогда как заново отреставрированный фильм будет демонстрироваться на экране позади. На премьере оперы партию Белль исполнила меццо-сопрано Дженис Фелт, а партию Чудовища-Принца — Грегори Пурнхаген.

## Награды и номинации
- 1946 — Участие в конкурсе Каннского кинофестиваля.
- 1946 — Премия имени Луи Деллюка (Жан Кокто).
- 1948 — Премия «Бэмби» за лучшую мужскую роль (второе место) Жан Маре.